# Guiana Francesa nos Jogos Pan-Americanos de 1951
A Guiana Francesa competiu nos Jogos Pan-Americanos de 1951 em Buenos Aires de 25 de fevereiro a 10 de março de 1951. Não conquistou medalhas nesta edição. E depois nunca mais disputou o evento.